# Wahlkreis Maine-et-Loire III
Der Wahlkreis Maine-et-Loire III ist seit 1958 ein französischer Wahlkreis für die Nationalversammlung im Département Maine-et-Loire. Ebenso wie in den anderen 576 wird ein Abgeordneter in einem Wahlsystem mit bis zu zwei Wahlgängen gewählt.

## Allgemeines
Der 3. Wahlkreis von Maine-et-Loire befindet sich im Nordosten des Département. Er umfasst auch die Nordhälfte von Saumur (die Südhälfte gehört zum Wahlkreis Maine-et-Loire IV).
Im Wahlkreis wurden während der 5. Republik stets Kandidaten von Mitte-Rechts-Parteien gewählt. Er war der einzige Wahlkreis im Département, in dem 2017 kein Kandidat von LREM gewählt wurde.

## Abgeordnete des Wahlkreises
| Legislatur- periode | Gewählt                             | Gewählt                                   | Partei                             |
| ------------------- | ----------------------------------- | ----------------------------------------- | ---------------------------------- |
| 9.                  |                                     | Edmond Alphandéry                         | Union pour la démocratie française |
| 10.                 |                                     | Edmond Alphandéry                         | Union pour la démocratie française |
|                     | Christian Martin (seit 2. Mai 1993) | Union pour la démocratie française        |                                    |
| 11.                 | Christian Martin (seit 2. Mai 1993) | Union pour la démocratie française        |                                    |
| 12.                 |                                     | Jean-Charles Taugourdeau                  | Union pour un mouvement populaire  |
| 13.                 |                                     | Jean-Charles Taugourdeau                  | Union pour un mouvement populaire  |
| 14.                 |                                     | Jean-Charles Taugourdeau                  | Union pour un mouvement populaire  |
| 15.                 |                                     | Jean-Charles Taugourdeau                  | Les Républicains                   |
| 15.                 |                                     | Anne-Laure Blin (seit 28. September 2020) | Les Républicains                   |
| 16.                 |                                     | Anne-Laure Blin (seit 28. September 2020) | Les Républicains                   |

## Wahlergebnisse

### Parlamentswahl 2012
| Kandidaten               | Kandidaten                      | Parteien                                         | 1. Wahlgang | 1. Wahlgang | 2. Wahlgang | 2. Wahlgang |
| Kandidaten               | Kandidaten                      | Parteien                                         | Stimmen     | %           | Stimmen     | %           |
| ------------------------ | ------------------------------- | ------------------------------------------------ | ----------- | ----------- | ----------- | ----------- |
|                          | Jean-Charles Taugourdeaugewählt | UMP – Union pour un mouvement populaire          | 15.606      | 38,6        | 20.775      | 53,4        |
|                          | Jean-Michel Marchand            | RDG – Parti radical de gauche                    | 13.244      | 32,7        | 18.095      | 46,6        |
|                          | Jean-François de Brugière       | FN – Front national                              | 4.180       | 10,3        |             |             |
|                          | Frédéric Mortier                | DVD – Unabh.                                     | 3.196       | 7,9         |             |             |
|                          | Alain Pagano                    | FG – Front de gauche (Parti communiste français) | 1.615       | 4,0         |             |             |
|                          | Nathalie Bénard                 | VEC – Europe Écologie-Les Verts                  | 1.029       | 2,5         |             |             |
|                          | Claude Bernard                  | CEN – Mouvement démocrate                        | 459         | 1,1         |             |             |
|                          | Patrick Morineau                | DVD – Mouvement pour la France                   | 288         | 0,7         |             |             |
|                          | Brigitte Bellanger              | EXG – Lutte Ouvrière                             | 270         | 0,7         |             |             |
|                          | Joël Goarin                     | EXG – Nouveau Parti anticapitaliste              | 239         | 0,6         |             |             |
|                          | Hubert Lardeux                  | EXG – Parti ouvrier indépendant                  | 167         | 0,4         |             |             |
|                          | Jocelyne Giabicani              | DVD – Alliance centriste                         | 152         | 0,4         |             |             |
| Gesamt                   | Gesamt                          | Gesamt                                           | 40.445      | 100         | 38.870      | 100         |
|                          |                                 |                                                  |             |             |             |             |
| Ungültige Stimmen        | Ungültige Stimmen               | Ungültige Stimmen                                | 932         | 2,3         | 1.067       | 2,7         |
| Wähler                   | Wähler                          | Wähler                                           | 41.377      | 60,5        | 39.937      | 58,4        |
| Wahlberechtigte          | Wahlberechtigte                 | Wahlberechtigte                                  | 68.437      |             | 68.436      |             |
|                          |                                 |                                                  |             |             |             |             |
| Quelle: Innenministerium |                                 |                                                  |             |             |             |             |

### Parlamentswahl 2017
| Kandidaten               | Kandidaten               | Parteien                           | 1. Wahlgang | 1. Wahlgang | 2. Wahlgang | 2. Wahlgang |
| Kandidaten               | Kandidaten               | Parteien                           | Stimmen     | %           | Stimmen     | %           |
| ------------------------ | ------------------------ | ---------------------------------- | ----------- | ----------- | ----------- | ----------- |
|                          | Anne Barraultgewählt     | REM – La République en marche      | 10.417      | 30,0        | 13.827      | 48,1        |
|                          | Jean-Charles Taugourdeau | LR – Les Républicains              | 9.448       | 27,2        | 14.906      | 51,9        |
|                          | Patrice Lancien          | FN – Front national                | 4.344       | 12,5        |             |             |
|                          | Georges Chabrier         | LFI – La France insoumise          | 3.400       | 9,8         |             |             |
|                          | Frédéric Mortier         | DVD – Unabh.                       | 2.564       | 7,4         |             |             |
|                          | Daphnée Raveneau         | ECO – Europe Écologie-Les Verts    | 1.541       | 4,4         |             |             |
|                          | Alexandre Leroy          | RDG – Parti radical de gauche      | 1.483       | 4,3         |             |             |
|                          | Patrice Daviau           | COM – Parti communiste français    | 840         | 2,4         |             |             |
|                          | Hugues d’Argentré        | DVD – Unabh.                       | 323         | 0,9         |             |             |
|                          | Patricia Peillon         | EXG – Lutte Ouvrière               | 254         | 0,7         |             |             |
|                          | Noëlle Blstyak           | DIV – Union populaire républicaine | 159         | 0,5         |             |             |
| Gesamt                   | Gesamt                   | Gesamt                             | 34.773      | 100         | 28.733      | 100         |
|                          |                          |                                    |             |             |             |             |
| Leere Stimmzettel        | Leere Stimmzettel        | Leere Stimmzettel                  | 552         | 1,6         | –           | –           |
| Ungültige Stimmzettel    | Ungültige Stimmzettel    | Ungültige Stimmzettel              | 258         | 0,7         | 861         | 2,7         |
| Wähler                   | Wähler                   | Wähler                             | 35.583      | 50,6        | 31.627      | 44,9        |
| Wahlberechtigte          | Wahlberechtigte          | Wahlberechtigte                    | 70.380      |             | 70.380      |             |
|                          |                          |                                    |             |             |             |             |
| Quelle: Innenministerium |                          |                                    |             |             |             |             |

### Parlamentswahl 2022
| Kandidaten               | Kandidaten             | Parteien                                                                                    | 1. Wahlgang | 1. Wahlgang | 2. Wahlgang | 2. Wahlgang |
| Kandidaten               | Kandidaten             | Parteien                                                                                    | Stimmen     | %           | Stimmen     | %           |
| ------------------------ | ---------------------- | ------------------------------------------------------------------------------------------- | ----------- | ----------- | ----------- | ----------- |
|                          | Anne-Laure Blingewählt | LR – Les Républicains                                                                       | 8.328       | 24,7        | 19.020      | 60,6        |
|                          | Véronique Roudévitch   | NUP – Nouvelle union populaire écologique et sociale (Révolution écologique pour le vivant) | 7.803       | 23,2        | 12.342      | 39,4        |
|                          | Bernard Lahondès       | RN – Rassemblement National                                                                 | 7.411       | 22,0        |             |             |
|                          | Simon Holley           | ENS – Ensemble ! (La République en marche)                                                  | 7.290       | 21,7        |             |             |
|                          | Charles Babinet        | REC – Reconquête                                                                            | 983         | 2,9         |             |             |
|                          | David Robert           | RDG – Parti radical de gauche                                                               | 954         | 2,8         |             |             |
|                          | Sylvie Baveret-André   | DSV – Debout la France                                                                      | 483         | 1,4         |             |             |
|                          | Patricia Peillon       | DXG – Lutte Ouvrière                                                                        | 417         | 1,2         |             |             |
| Gesamt                   | Gesamt                 | Gesamt                                                                                      | 33.669      | 100         | 31.362      | 100         |
|                          |                        |                                                                                             |             |             |             |             |
| Leere Stimmzettel        | Leere Stimmzettel      | Leere Stimmzettel                                                                           | 676         | 2,0         | 1.702       | 5,1         |
| Ungültige Stimmzettel    | Ungültige Stimmzettel  | Ungültige Stimmzettel                                                                       | 251         | 0,7         | 607         | 1,8         |
| Wähler                   | Wähler                 | Wähler                                                                                      | 34.596      | 47,7        | 33.671      | 46,4        |
| Wahlberechtigte          | Wahlberechtigte        | Wahlberechtigte                                                                             | 72.564      |             | 72.583      |             |
|                          |                        |                                                                                             |             |             |             |             |
| Quelle: Innenministerium |                        |                                                                                             |             |             |             |             |

### Parlamentswahl 2024
| Kandidaten               | Kandidaten             | Parteien                                           | 1. Wahlgang | 1. Wahlgang | 2. Wahlgang | 2. Wahlgang |
| Kandidaten               | Kandidaten             | Parteien                                           | Stimmen     | %           | Stimmen     | %           |
| ------------------------ | ---------------------- | -------------------------------------------------- | ----------- | ----------- | ----------- | ----------- |
|                          | Anne-Laure Blingewählt | LR – Les Républicains                              | 11.572      | 23,9        | 26.768      | 57,2        |
|                          | Édouard Bourgeault     | RN – Rassemblement National                        | 18.344      | 37,8        | 20.052      | 42,8        |
|                          | Patrick Alexandre      | UG – Nouveau Front populaire (La France insoumise) | 9.656       | 19,9        | –           | –           |
|                          | Simon Holley           | ENS – Ensemble pour la République (Horizons)       | 8.168       | 16,8        |             |             |
|                          | Patricia Peillon       | EXG – Lutte Ouvrière                               | 741         | 1,5         |             |             |
| Gesamt                   | Gesamt                 | Gesamt                                             | 48.481      | 100         | 46.820      | 100         |
|                          |                        |                                                    |             |             |             |             |
| Leere Stimmzettel        | Leere Stimmzettel      | Leere Stimmzettel                                  | 918         | 1,8         | 2.139       | 4,3         |
| Ungültige Stimmzettel    | Ungültige Stimmzettel  | Ungültige Stimmzettel                              | 470         | 0,9         | 702         | 1,4         |
| Wähler                   | Wähler                 | Wähler                                             | 49.869      | 68,6        | 49.661      | 68,2        |
| Wahlberechtigte          | Wahlberechtigte        | Wahlberechtigte                                    | 72.748      |             | 72.772      |             |
|                          |                        |                                                    |             |             |             |             |
| Quelle: Innenministerium |                        |                                                    |             |             |             |             |